# Томатний соус

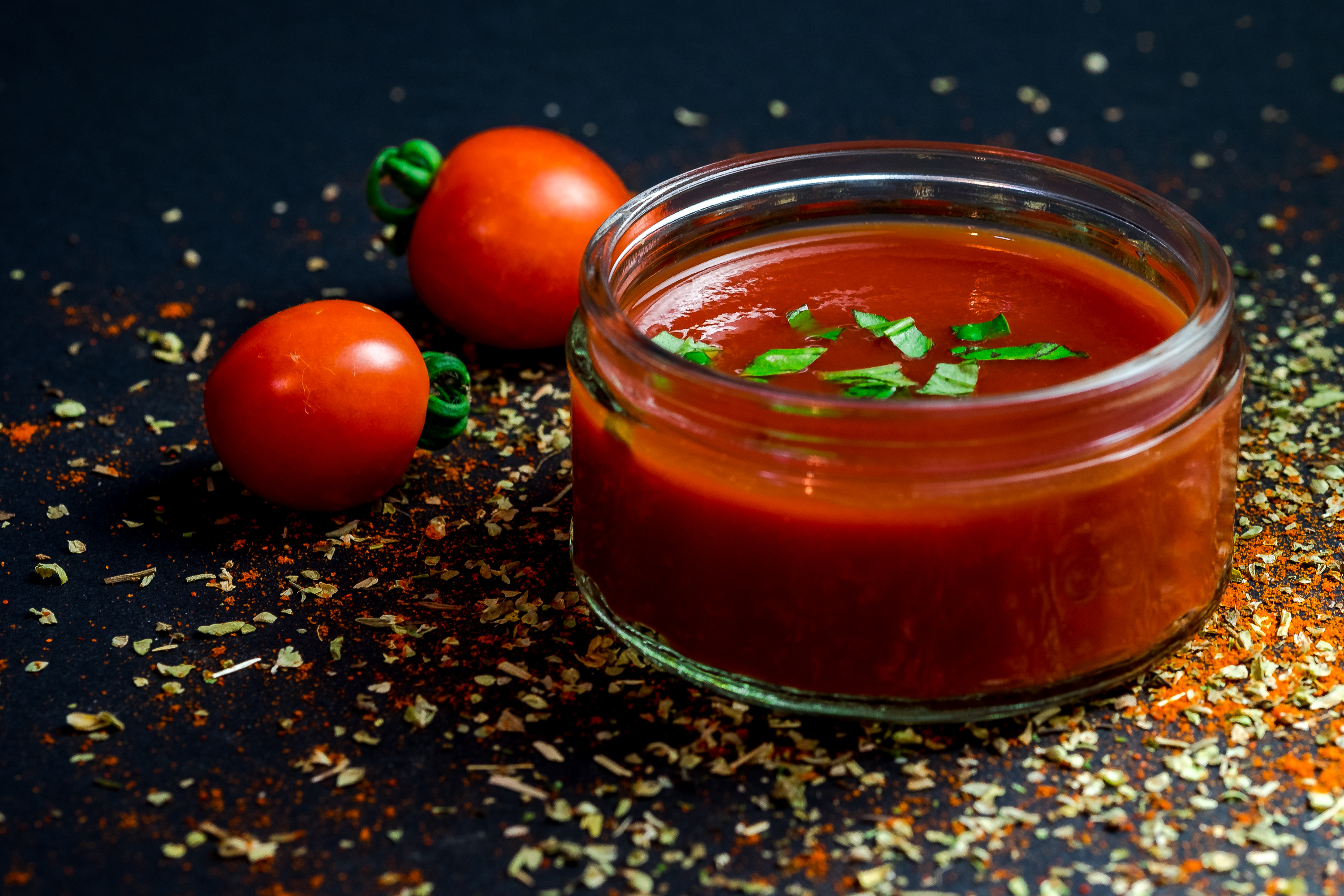
Свіжий томатний соус

Тома́тний со́ус — овочевий соус на основі томатів. Подається до різноманітних страв: випічки, овочевих, м'ясних, рибних. Служить їх складником. Поширений у країнах, де вирощують томати, тому характерний для італійської, іспанської, мексиканської, грецької, болгарської та інших кухонь.
Для приготування томати піддають тепловій обробці: відварюють, тушать в олії або запікають у духовці. Потім їх подрібнюють до стану томат-пюре; в деяких рецептах томати попередньо очищають від шкірки. До складу томатного соусу також найчастіше входять цибуля, часник, цукор, сіль, спеції за смаком. Інші поширені складники: червоний перець (солодкий і гострий), зелень (петрушка, базилік, кріп), олія, оцет, бульйон, вино. Свіжі томати для приготування томатного соусу може замінити готова томатна паста, в чистому вигляді, або розведена водою, олією.

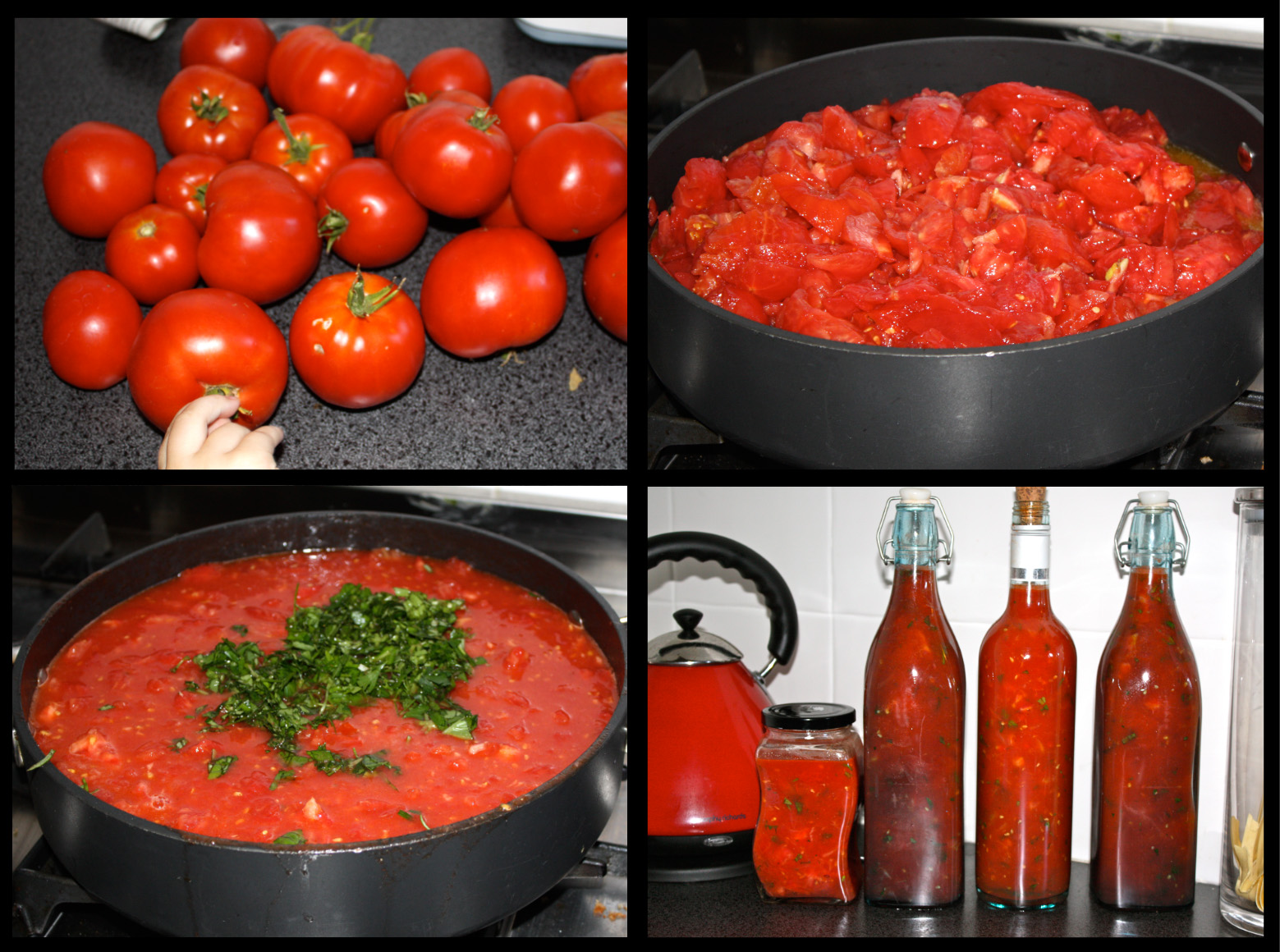
Приготування томатного соусу

Томатний соус готують безпосередньо перед вживанням або заготовляють про запас. У другому випадку томати зазвичай піддають тривалішій кулінарній обробці, потім готовий соус закривають у стерилізовані банки. Томатний соус також використовується для консервування овочів, м'ясних продуктів, риби (наприклад, в СРСР бички в томатному соусі належали до наймасовіших видів рибних консервів).
Більшість сучасних різновидів кетчупів є томатними соусами (у ряді країн будь-який томатний соус із оцтом вважається кетчупом), серед інших особливих форм томатних соусів — маринара, краснодарський соус, неаполітанський соус.